# Andy Sears
Andy Sears (Andreas Konstantine Sears, né le 16 janvier 1960, à Shoreham-By-Sea, West Sussex) est un musicien Britannique et le chanteur/compositeur du groupe Twelfth Night, de novembre 1983 à décembre 1986, et depuis la reformation du groupe en juin 2007.
Il a coécrit plusieurs chansons avec Davy Jones des Monkees au début des années 80, dont plusieurs ont été publiées au Japon et aux USA. Il a également chanté sur l'album Calibrated Collision Course du groupe Espagnol Galadriel (2008).
Andy Sears a sorti son premier album solo Souvenir en 2011, il s'agit d'un CD avec des démos de nouveau titres, d'anciens titres de Twelfth Night réenregistrés avec un contenu multimédia. Il a assuré la première partie de la tournée "Passion" de Pendragon. 
Il joue le rôle de Lord Henry Jagman dans la comédie musicale Alchemy de Clive Nolan. 
Il travaille actuellement à l'enregistrement de son nouvel album solo The Dragon Inside. 

## Discographie
- 2011: Souvenir
- The Dragon Inside (à paraitre)

Avec Twelfth Night:

- 1984: Art and Illusion
- 1986: Twelfth Night
- 2010: MMX

Avec Alchemy:
- 2013: Alchemy by Clive Nolan (Metal Mind)